# Метт Дамба
Метью Дамба (англ. Mathew Dumba; 25 липня 1994, м. Реджайна, Канада) — канадський хокеїст, захисник. Виступає за «Міннесота Вайлд» у Національній хокейній лізі.
Виступав за «Ред-Дієр Ребелс» (ЗХЛ), «Х'юстон Аерос» (АХЛ), «Міннесота Вайлд», «Портленд Вінтергокс» (АХЛ), «Айова Вайлд» (АХЛ).
В чемпіонатах НХЛ — 71 матч (9+9), у турнірах Кубка Стенлі — 10 матчів (2+2).
У складі молодіжної збірної Канади учасник чемпіонату світу 2014. У складі юніорської збірної Канади учасник чемпіонату світу 2012.
Досягнення
- Бронзовий призер юніорського чемпіонату світу (2012).
- Чемпіон світу — 2016.

Нагороди
- Найкращий бомбардир юніорського чемпіонату світу (2012).
- Найкращий захисник юніорського чемпіонату світу (2012).
- Трофей Джима Пігготта (2011) — новачок року ЗХЛ.
- Приз Кінга Кленсі — 2020.